# 卡林娜·戈里切娃
卡林娜·哈瓦热夫娜·戈里切娃（1993年4月8日—），哈萨克斯坦女子举重运动员，2013年夏季世界大学生运动会女子63公斤级银牌得主、2016年夏季奥林匹克运动会女子63公斤级铜牌得主、2017年夏季世界大学生运动会女子69公斤级银牌得主。